# Othmar Häfliger
Othmar Häfliger (* 17. März 1963 in Unterägeri) ist ein ehemaliger Schweizer Radrennfahrer.

## Sportliche Laufbahn
Häfliger (in einigen Quellen auch Haefliger) war Strassenradsportler und Teilnehmer an den UCI-Strassen-Weltmeisterschaften. Die Schweizer Mannschaft mit Heinz Imboden, Daniel Heggli, Othmar Häfliger und Benno Wiss konnte 1983 die Silbermedaille bei den UCI-Strassen-Weltmeisterschaften gewinnen. 1986 siegte Häfliger im Etappenrennen Circuit Franco-Belge. Er gewann eine Etappe im Grand Prix Guillaume Tell und das Eintagesrennen Genfer Kantonsrundfahrt. In der Tour de l’Avenir 1984 wurde er 48. der Gesamtwertung.
1986 wurde Othmar Häfliger Berufsfahrer im französischen Radsportteam La Vie Claire, in dem Bernard Hinault Kapitän war. Bis 1990 blieb er als Radprofi aktiv. 
1987 war er auf einem Tagesabschnitt des Circuit de la Sarthe siegreich. Beim Sieg von Adrie van der Poel wurde er Dritter der Genfer Kantonsrundfahrt. 1989 gewann Häfliger eine Etappe der Vuelta a Galicia. 1990 war er auf einem Tagesabschnitt der Tour de Picardie erfolgreich.
In der Tour de France 1990 schied er aus. Im Giro d’Italia 1987 kam er auf den 109. Rang der Gesamtwertung.